# 純鈞
純鈞（じゅんきん）は、中国・春秋時代の名剣伝説にある剣の名で、越王允常が欧冶子に作らせた五振りの剣の一つ。「淳鈞」「淳均」とも書かれる。
純鈞のことは、『呉越春秋』や、『越絶書』等に記されている。この剣を造る時、赤菫の山が裂けて錫が現れ、若耶の渓が涸れて銅が現れ、雨師が水を撒き、雷公が太鼓を叩き、蛟龍が炉を捧げ、天帝が炭をくべ、太一が降ってきてこれを見たといい、欧冶子は天地の精により、技巧の限りを尽くしてこの剣を鍛えたと言われている。しかし赤菫の山は閉じ若耶の渓も再び深淵になり、群神は天から下がらず、欧冶子もなくなった故、薛燭は、この剣はたとえ城を傾けるほどの黄金や河に竭きるほどの珠玉があっても二度と得られない、と言った。市をもつ郷二つ、駿馬千疋、千戸の都二つで王と純鈞を交換したい者がいるが、そんな物は純鈞の前では取るに足らないと『越絶書』に記されている。